# Ben Weisman
Ben Weisman (født 16. november 1921, død 20. maj 2007) var en amerikansk komponist, sangskriver og pianist, bedst kendt for sit samarbejde med Elvis Presley.
Ben Weisman blev født i Providence, Rhode Island og var en af Elvis Presleys flittigste sangskrivere op gennem 1960'erne. Han var medforfatter og medkompositør på 57 sange fremført af Elvis Presley i hans mange film, TV-shows og koncerter, hvoraf mange af sangene gav guld- eller platinplader.
Sange som "First in Line", "Got a Lot o' Livin' to Do", "Follow That Dream" og "Wooden Heart" kommer alle fra Ben Weismans hånd. Foruden de mange Elvissange skrev han til andre kunstnere, bl.a. Barbra Streisand ("Love in the Afternoon"), The Beatles ("Lend Me Your Comb"), Johnny Mathis ("When I Am with You"), Terry Stafford ("I'll Touch A Star"), Bobby Vee ("The Night Has a Thousand Eyes") og mange, mange flere.
Ben Weisman lignede ikke prototypen på en 'rock'n'roll-fyr', så Elvis Presley gav ham øgenavnet 'The Mad Professor' (Den skøre Professor). Da Presley og Weisman i 1976 mødtes for sidste gang annoncerede Elvis overfor de tilstedeværende, at Ben Weisman nu var den sangskriver, som havde leveret flest sange til ham.
Ben Weisman døde i forbindelse med et længerevarende hospitalsophold i Los Angeles. Efter nogle komplikationer, hvor der var tilstødt en lungebetændelse, døde han af en blodprop i hjernen.